# Deathlord
Deathlord è un videogioco di ruolo fantasy ambientato in Estremo Oriente, pubblicato nel 1987-1988 da Electronic Arts per Apple II e Commodore 64.
Il gioco è stato citato come causa del deterioramento dei rapporti commerciali tra Richard Garriott di Origin Systems e l'allora presidente di Electronic Arts, Trip Hawkins, poiché Garriott lo riteneva un plagio di Ultima, ma Hawkins lo fece pubblicare ugualmente.

## Trama
Deathlord è ambientato in una versione fantasy del Giappone feudale. Si svolge a Lorn, un arcipelago di 16 isole, governate da Nakamoto, imperatore dell'isola di Kodan. Un potente mago rinnegato, dopo aver stipulato un misterioso patto con i demoni, è tornato con il titolo di Signore della morte (Deathlord) e sta minacciando l'impero. Il negromante guida un immenso esercito di creature malefiche alla conquista di Lorn e ha già assalito e devastato la maggiore città di Kodan dopo la capitale. Nakamoto ha promesso una ricca ricompensa a chi trova e ferma il Signore della morte.
Il giocatore guida un gruppo di avventurieri che si incarica della missione. Per raggiungere l'obiettivo finale sarà necessario raccogliere sette parole magiche e sei oggetti particolari.

## Modalità di gioco
Deathlord veniva considerato molto simile alla serie di Ultima, soprattutto a Ultima III. Può essere anche descritto come un incrocio tra Ultima e il sistema di combattimento di Wizardry.
I nomi di tutti gli elementi di gioco sono in giapponese traslitterato, cosa che li rende in gran parte non immediatamente comprensibili ai più.
Il giocatore guida un gruppo di fino a 6 avventurieri, ai quali si potranno aggiungere anche due esterni. I personaggi giocanti possono essere creati o importati da Ultima III, Bard's Tale e indirettamente da Wizardry.
La definizione dei personaggi è molto più complessa di quella di Ultima. Sono disponibili 8 razze, dalle più intelligenti alle più animalesche fino ai forti ma stupidi troll, 7 caratteristiche, tre allineamenti, e abilità specifiche.
Le caratteristiche sono forza, costituzione, dimensioni, intelligenza, abilità, carisma e potenza magica.
Ci sono 16 classi e 18 armi tipiche giapponesi. Esistono 84 magie che si può arrivare a utilizzare da parte delle 4 classi dotate di poteri magici (elementi indispensabili del gruppo).
Nella schermata di gioco gli ambienti e i personaggi sono rappresentati con una schematica visione dall'alto del territorio circostante, a scorrimento multidirezionale, composta di blocchi grafici perlopiù monocromatici, nello stile grafico dei primi Ultima. A destra e sotto la visuale ci sono riquadri di testo in inglese, con elenco dei personaggi, informazioni variabili sugli eventi o su un personaggio, e indicazione dell'ora del giorno.
I comandi si danno da tastiera, sempre nello stile di Ultima. Esistono più di quaranta comandi associati a tasti; oltre ai classici spostamenti del gruppo nelle quattro direzioni cardinali, la maggior parte degli altri comandi richiede un secondo input per precisare l'azione.
Una novità era la possibilità di impostare macroistruzioni, ossia sequenze ripetibili di comandi, anche con parametri variabili, assegnate a singoli tasti.
Lo scenario è molto vasto e si viaggia anche via mare con navi, raggiungendo sotterranei, castelli, città, paesi e torri isolate. Era inclusa con il gioco una mappa cartacea parziale. Alcuni dungeon hanno più di sedici livelli, con porte magiche e mura che scompaiono. Si possono incontrare 128 diversi tipi di creature. Hanno rilevanza il tipo di terreno e il ciclo giorno-notte. Il denaro svolge un ruolo fondamentale per acquisti di equipaggiamento e transazioni.
Gli incontri sono comuni e possono risultare in una limitata conversazione con personaggi amichevoli, oppure in combattimenti con mostri vari. Nei dialoghi va prima di tutto impostato il tono (arrogante, umile, amichevole...), poi si prosegue inserendo singole parole che rappresentano gli argomenti da chiedere.
I combattimenti sono poco rappresentati graficamente e avvengono senza cambiamento di schermata. Non si possono quindi vedere i personaggi nelle loro posizioni di combattimento individuali, ma si può stabilire solo un ordine di battaglia. Gli scontri si risolvono in brevi messaggi di testo e pochi flebili effetti sonori. Per lanciare le magie è necessario scriverne i nomi precisi.
Non ci sono quest, ma solo l'obiettivo generale e un indizio che si riceve inizialmente. Il salvataggio è limitato a una sola posizione, automaticamente sovrascritta.

## Accoglienza
Deathlord venne recensito dalla critica soprattutto nella versione Commodore 64 e il più delle volte ottenne giudizi positivi, con voti anche fino a 90%.
La rivista Zzap! (88%) lo apprezzò su tutti i fronti, eccetto il sonoro praticamente inesistente e la poca originalità. Andò molto bene anche per K (media circa 90%), che notò tra l'altro l'interfaccia di gioco più veloce di Ultima, ma criticò l'eccessiva somiglianza con Ultima e il sistema di combattimento scadente. Commodore Gazette diede solo un giudizio medio, notando carenze in campo grafico e sonoro e lamentando l'eccessivo uso del giapponese che rende il gioco poco intuitivo.